# Matt Gay
(en) Statistiques sur pro-football-reference
Matt Gay, né le 15 mars 1994 à Orem en Utah, est un sportif professionnel américain de football américain jouant au poste de kicker dans la National Football League (NFL) et pour les pour les Colts d'Indianapolis depuis la saison 2023.
Au niveau universitaire, Gay a joué au football (soccer) pour les Wolverines d'Utah Valley pendant deux saisons (2014-2016) avant de jouer au football américain dans la NCAA Division I FBS pour les Utes de l'université de l'Utah également pendant deux saisons (2017-2018).
Il est sélectionné en 145e position lors du 5e tour de la draft 2019 de la NFL par la franchise des Buccaneers de Tampa Bay. Libéré la saison suivante, il intègre l'équipe d'entraînement des Colts d'Indianapolis avant de rejoindre en novembre 2020 les Rams de Los Angeles. Il y obtient une première sélection pour le Pro Bowl lors de la saison 2021. Il n'y participe pas puisqu'avec les Rams, il joue et remporte le Super Bowl LVI en battant les Bengals de Cincinnati 23 à 20.
Il retourne en mars 2023 chez les Colts et y signe un contrat de quatre ans. En 3e semaine contre les Ravens de Baltimore, il devient le premier kicker de l'histoire de la NFL à inscrire lors d'un même match, quatre field goals de plus de 50 yards (longs de 54 yards et de trois fois 53 yards, le dernier ayant été inscrit en prolongation ce qui a permis à son équipe de remporter le match 22 à 19),.